# Montigny-les-Monts
Pour les articles homonymes, voir Montigny.
Montigny-les-Monts est une commune française, située dans le département de l'Aube en région Grand Est.

## Géographie
|       |                    | Chamoy     |
| Auxon | Montigny-les-Monts |            |
|       | Avreuil            | Saint-Phal |

La superficie est de 14,5 km2. Montigny-les-Monts porte le code Insee 10251 et est associée au code postal 10130. Elle se situe géographiquement à une altitude de 150 mètres environ.

### Hydrographie

#### Réseau hydrographique
La commune est dans la région hydrographique « la Seine de sa source au confluent de l'Oise (exclu) » au sein du bassin Seine-Normandie. Elle est drainée par l'Armance et le ruisseau de Montigny,.
L'Armance, d'une longueur de 48 km, prend sa source dans la commune de Chaource et se jette  dans l'Armançon à Saint-Florentin, après avoir traversé 19 communes.

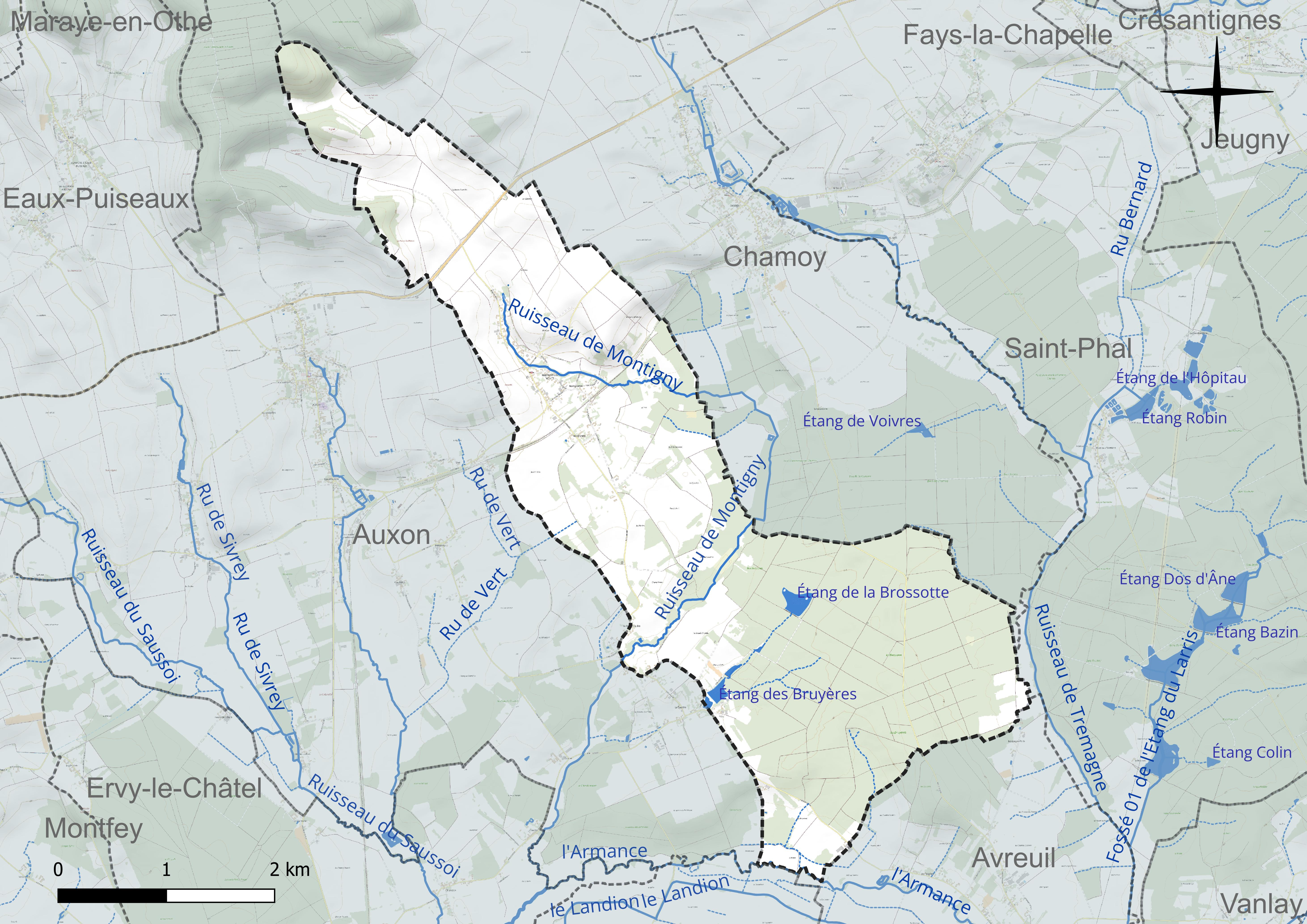
Réseau hydrographique de Montigny-les-Monts.

Deux plans d'eau complètent le réseau hydrographique : l'étang de la Brossotte (4,2 ha) et l'étang des Bruyères (2,7 ha),.

#### Gestion et qualité des eaux
Le territoire communal est couvert par le schéma d'aménagement et de gestion des eaux (SAGE) « Armançon ». Ce document de planification concerne le territoire du bassin versant de l'Armançon qui s’étend sur 3 100 km2 et se répartit sur trois départements (l'Aube, l'Yonne et la Côte-d'Or). Il a été approuvé le 6 mai 2013. La structure porteuse de l'élaboration et de la mise en œuvre est le syndicat mixte du bassin versant de l'Armançon (SMBVA).
La qualité des cours d’eau peut être consultée sur un site dédié géré par les agences de l’eau et l’Agence française pour la biodiversité.

### Climat
Pour des articles plus généraux, voir Climat du Grand Est et Climat de l'Aube.
En 2010, le climat de la commune est de type climat océanique dégradé des plaines du Centre et du Nord, selon une étude du Centre national de la recherche scientifique s'appuyant sur une série de données couvrant la période 1971-2000. En 2020, Météo-France publie une typologie des climats de la France métropolitaine dans laquelle la commune est exposée à un climat océanique altéré et est dans la région climatique Lorraine, plateau de Langres, Morvan, caractérisée par un hiver rude (1,5 °C), des vents modérés et des brouillards fréquents en automne et hiver.
Pour la période 1971-2000, la température annuelle moyenne est de 10,6 °C, avec une amplitude thermique annuelle de 15,8 °C. Le cumul annuel moyen de précipitations est de 756 mm, avec 12,6 jours de précipitations en janvier et 8 jours en juillet. Pour la période 1991-2020, la température moyenne annuelle observée sur la station météorologique de Météo-France la plus proche, « Chessy-les-Prés_sapc », sur la commune de Chessy-les-Prés à 9 km à vol d'oiseau, est de 11,2 °C et le cumul annuel moyen de précipitations est de 756,5 mm. 
La température maximale relevée sur cette station est de 41,4 °C, atteinte le 25 juillet 2019 ; la température minimale est de −22,2 °C, atteinte le 2 janvier 1997,,.
Les paramètres climatiques de la commune ont été estimés pour le milieu du siècle (2041-2070) selon différents scénarios d'émission de gaz à effet de serre à partir des nouvelles projections climatiques de référence DRIAS-2020. Ils sont consultables sur un site dédié publié par Météo-France en novembre 2022.

## Urbanisme

### Typologie
Au 1er janvier 2024, Montigny-les-Monts est catégorisée commune rurale à habitat dispersé, selon la nouvelle grille communale de densité à 7 niveaux définie par l'Insee en 2022.
Elle est située hors unité urbaine. Par ailleurs la commune fait partie de l'aire d'attraction de Troyes, dont elle est une commune de la couronne,. Cette aire, qui regroupe 209 communes, est catégorisée dans les aires de 200 000 à moins de 700 000 habitants,.

### Occupation des sols
L'occupation des sols de la commune, telle qu'elle ressort de la base de données européenne d’occupation biophysique des sols Corine Land Cover (CLC), est marquée par l'importance des territoires agricoles (54,5 % en 2018), une proportion sensiblement équivalente à celle de 1990 (54,2 %). La répartition détaillée en 2018 est la suivante : 
forêts (43,1 %), terres arables (34 %), prairies (20,5 %), zones urbanisées (2,4 %). L'évolution de l’occupation des sols de la commune et de ses infrastructures peut être observée sur les différentes représentations cartographiques du territoire : la carte de Cassini (XVIIIe siècle), la carte d'état-major (1820-1866) et les cartes ou photos aériennes de l'IGN pour la période actuelle (1950 à aujourd'hui).

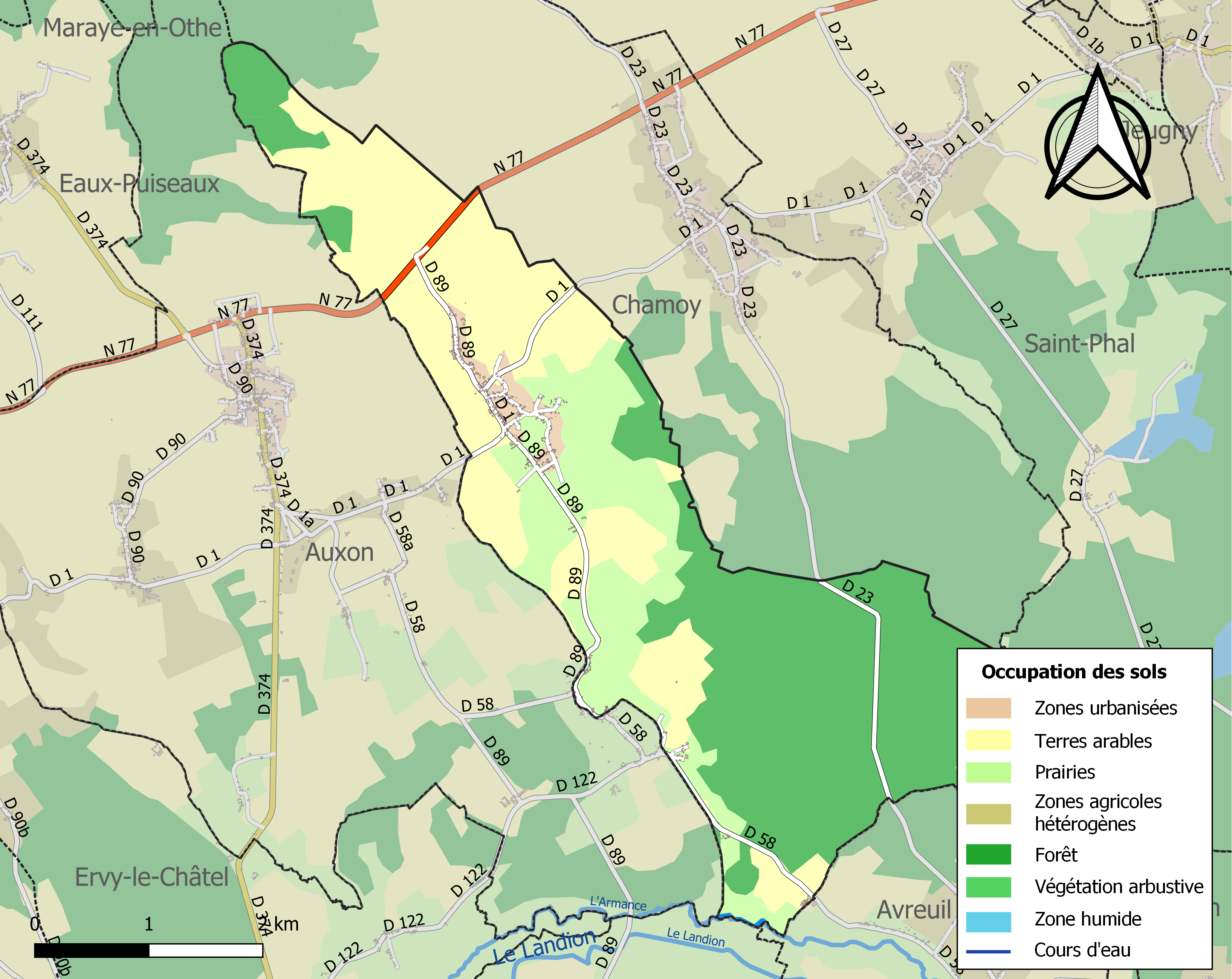
Carte des infrastructures et de l'occupation des sols de la commune en 2018 (CLC).

## Histoire
Les habitants (gentilés) de Montigny-les-Monts s'appellent les "Montignaciens".
La ville de Montigny-les-Monts appartient au nouveau canton d'Aix-en-Othe depuis mars 2015 et à l'arrondissement de Troyes.

### La Brossotte
Hameau cité au XVIe siècle, mais il préexistait un fief de la Brossotte qui appartenaient aux seigneurs de La Brosse. En 1732, Charlotte de Ralu faisait construire un château qui avait sa chapelle.

## Politique et administration
| Période                                  | Période   | Identité             | Étiquette | Qualité       |
| ---------------------------------------- | --------- | -------------------- | --------- | ------------- |
| 1831                                     | 1870      | Etienne Hubert Vioix |           |               |
| 1870                                     | 1875      | Apollinaire Brun     |           |               |
| 1875                                     | 1881      | Charles Gauthier     |           |               |
| 1881                                     | 1900      | Désiré Fouël         |           |               |
| 1900                                     | 1904      | Henri Pennot         |           |               |
| 1904                                     | 1908      | Olympe Pinsot        |           |               |
| 1908                                     | 1919      | Henri Pennot         |           |               |
| 1919                                     | 1923      | Paul Chandelier      |           |               |
| 1923                                     | 1929      | Armand Montel        |           |               |
| 1929                                     | 1945      | Paul Chandelier      |           |               |
| 1945                                     | 1949      | Bernard Pinsot       |           |               |
| 1949                                     | 1959      | Georges Blondeau     |           |               |
| 1959                                     | 1971      | Charles Michaud      |           |               |
| 1971                                     | 1976      | Gaston Thuillier     |           |               |
| 1976                                     | 1995      | Emile Trescartes     |           |               |
| mars 1995                                | mars 2001 | Hugues Thuillier     |           |               |
| mars 2001                                | en cours  | Xavier Jay           | DVD       | Fonctionnaire |
| Les données manquantes sont à compléter. |           |                      |           |               |

## Démographie
L'évolution du nombre d'habitants est connue à travers les recensements de la population effectués dans la commune depuis 1793. Pour les communes de moins de 10 000 habitants, une enquête de recensement portant sur toute la population est réalisée tous les cinq ans, les populations de référence des années intermédiaires étant quant à elles estimées par interpolation ou extrapolation. Pour la commune, le premier recensement exhaustif entrant dans le cadre du nouveau dispositif a été réalisé en 2005.

En 2022, la commune comptait 250 habitants, en stagnation par rapport à 2016 (Aube : +0,7 %, France hors Mayotte : +2,11 %).
| 1793 | 1800 | 1806 | 1821 | 1831 | 1836 | 1841 | 1846 | 1851 |
| ---- | ---- | ---- | ---- | ---- | ---- | ---- | ---- | ---- |
| 448  | 513  | 546  | 539  | 570  | 536  | 566  | 581  | 576  |

| 1856 | 1861 | 1866 | 1872 | 1876 | 1881 | 1886 | 1891 | 1896 |
| ---- | ---- | ---- | ---- | ---- | ---- | ---- | ---- | ---- |
| 560  | 521  | 502  | 504  | 465  | 436  | 434  | 417  | 373  |

| 1901 | 1906 | 1911 | 1921 | 1926 | 1931 | 1936 | 1946 | 1954 |
| ---- | ---- | ---- | ---- | ---- | ---- | ---- | ---- | ---- |
| 331  | 329  | 314  | 273  | 269  | 266  | 250  | 290  | 284  |

| 1962 | 1968 | 1975 | 1982 | 1990 | 1999 | 2005 | 2006 | 2010 |
| ---- | ---- | ---- | ---- | ---- | ---- | ---- | ---- | ---- |
| 235  | 213  | 184  | 197  | 214  | 193  | 247  | 258  | 256  |

| 2015 | 2020 | 2022 | - | - | - | - | - | - |
| ---- | ---- | ---- | - | - | - | - | - | - |
| 253  | 254  | 250  | - | - | - | - | - | - |

## Distinctions culturelles
Montigny-les-Monts fait partie des communes ayant reçu l’étoile verte espérantiste, distinction remise aux maires de communes recensant des locuteurs de la langue construite espéranto.

## Lieux et monuments
Il existe deux lavoirs dans cette commune. À 25 km de Troyes, à 600 m de la RN77 en direction du sud apparaît le ru de Montigny qui n’a pas d’autre nom. Les maisons du village s’alignent sur ses bords. Il faisait tourner autrefois trois moulins. On y trouve un joli lavoir en pierres et briques, à l’architecture gracieuse. Le lavoir récemment restauré, fait la joie des artistes locaux et des promeneurs. Il fut le théâtre d'un roman "le mystère du lavoir" de l'auteur Parfait Jans. Un second lavoir - privé - existe ; il est visible le long de l’artère principale du village dénommée rue des Sources.
- Église Saint-Nicolas : cette église fut édifiée en 1854, sur l'emplacement d'une ancienne chapelle.
  - Façade : un mur en pignon avec porte cintrée, au-dessus un œil-de-bœuf, sur la toiture se dresse une petite tour en charpente couverte d'ardoise renfermant la cloche de la chapelle primitive baptisée "Notre-Dame" datant de 1574.
  - Le plafond est porté par 12 colonnes cylindriques en bois de chêne massif.
  - Entrée : au-dessus de la porte une tribune en bois à balustre. À gauche, chapelle des fonts, ornée d'une clôture en bois provenant de l'autel de l'ancienne chapelle dite, Notre-Dame. Cette boiserie se divise en trois parties, formées de panneaux ajourés en fenestrage, dans le style flamboyant du XVIe siècle. Au-dessus des panneaux s'élève un arc de cercle formant voussure de 1,25 m de saillie, surmontée d'une jolie frise à jour dans le même style. Cette voussure se divise en deux parties pour ne représenter qu'un seul sujet : l'Annonciation, peinture ancienne.

Les frères Chevillard, bienfaiteurs des églises d'Auxon et d'Ervy auraient fait construire cette église. Le blason de Montigny se trouve sur l'un des vitraux de l'église d'Auxon.